# Johansdal

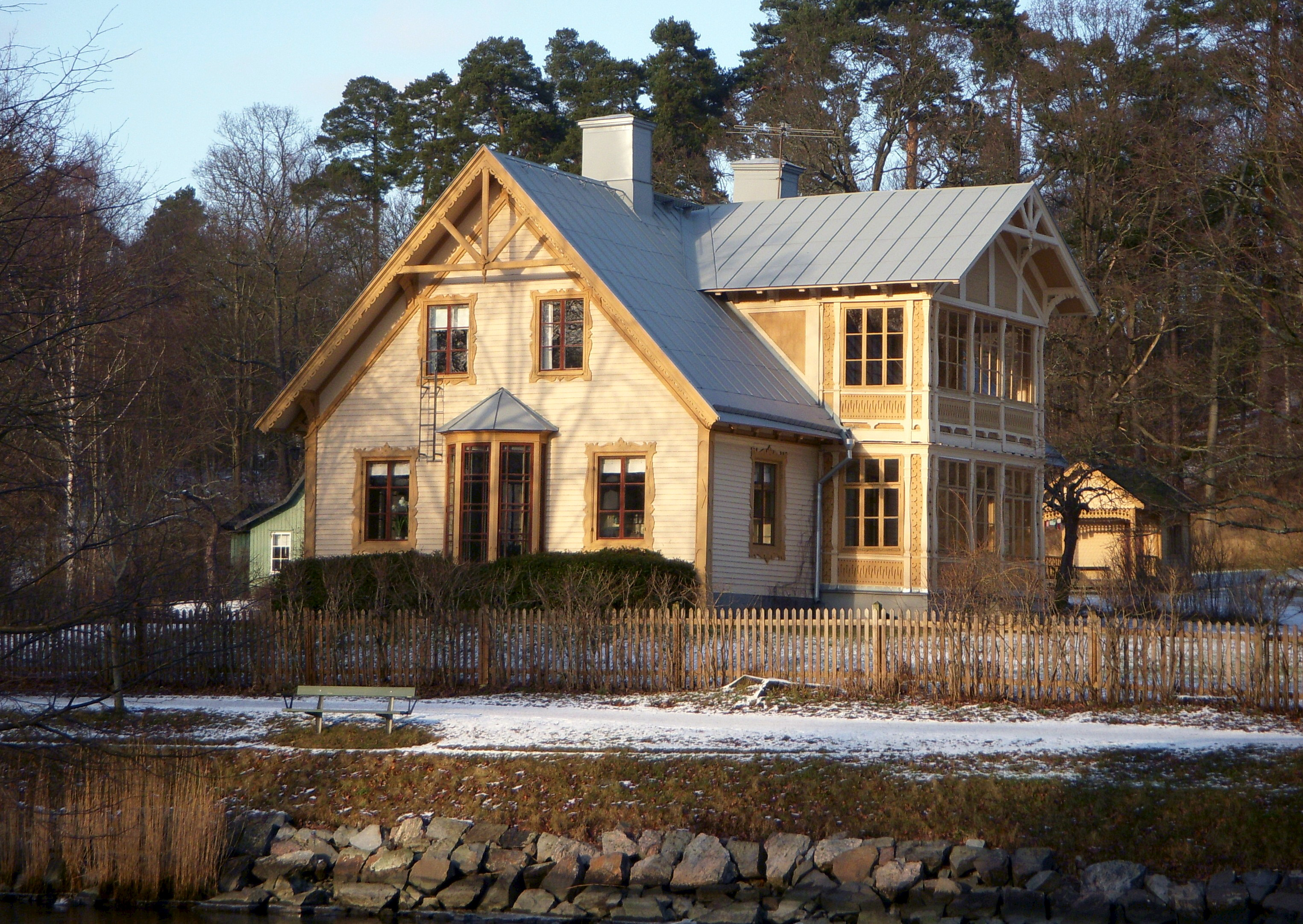
Johansdal mot sydöst.

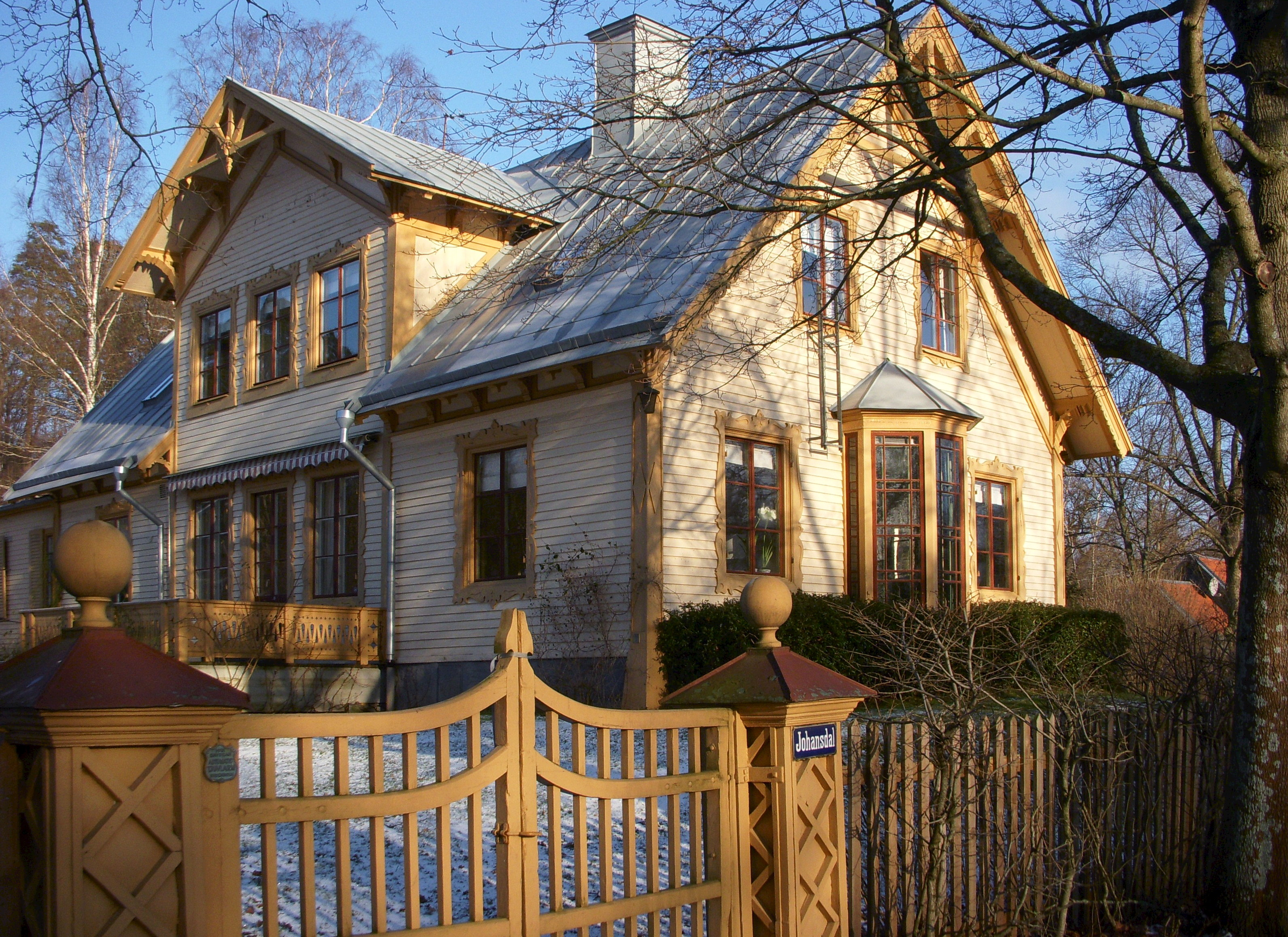
Johansdal mot sydväst.

Johansdal är en grosshandlarvilla på Djurgården, belägen vid norra sidan om Djurgårdsbrunnskanalen intill Lilla Sjötullsbron. Byggnaden är blåmärkt av Stadsmuseet i Stockholm vilket innebär att bebyggelsen bedöms ha synnerligen höga kulturhistoriska värden.

## Historik
Området hörde ursprungligen till Villa Gröndal som ligger söder om kanalen. Johan Bäckström lät 1851 bygga en trävilla och kallade den efter sitt förnamn Johansdal. Villan är uppförd i en lätt och luftig arkitektur som så många skärgårdsvillor i schweizerstil från den tiden. Mot öst dominerar en stor punschveranda i två plan, som är rik utsmyckad med lövsågsarbeten så kallad snickarglädje. 
Huvuddelen består av en enplansbyggnad med vindsvåning under en hög takresning med långt utkragande tak. Fram till 1920-talet nyttjades Johansdal huvudsakligen som sommarnöje bland annat av konstnären Johan Gustav von Holst (f. 1841), som troligen överlät Johansdal till en fröken Joulin  som ägde Johansdal i varje fall år 1892.  Under friherrinnan Edle Leuhausen blev Johansdal permanentbostad. På 1960-talet övertogs egendomen av Elisabeth Peppler, hustru till direktören i Mo och Domsjö, Wilhelm Peppler.
Till Johansdal hörde fram till 1970-talet ett stall och trädgådsmästarbostad som låg på östra sidan om Hunduddsvägen, och som år 1973 ersattes av ett bostadshus ritat och uppfört av arkitekt Erik Sörling. 
Nedanför Johansdal ligger Lilla Sjötullens byggnad som tillkom på 1830-talet som ett komplement till Stora Sjötullen på Blockhusudden.